# Горначел (Горж)
Горначел (рум. Gornăcel) насеље је у Румунији у округу Горж у општини Скела. Oпштина се налази на надморској висини од 356 m.

## Становништво
Према подацима из 2002. године у насељу је живело 706 становника, од којих су сви румунске националности.